# Asociación de Comunicación Política
La Asociación de Comunicación Política (ACOP) es una asociación sin ánimo de lucro creada en 2008 por un Consejo Fundacional de 17 personas, académicos y consultores de comunicación política. Sus socios están interesados en el estudio, docencia y práctica de todos los aspectos relacionados con la comunicación política. La Asociación cuenta con más de 300 socios procedentes de más de 12 países, de los que aproximadamente el 60% son consultores y el 40% académicos. Estos provienen de disciplinas como el periodismo, la sociología, las ciencias políticas, la publicidad y las relaciones públicas o el derecho, principalmente.
ACOP tiene su domicilio social en Madrid, España.

## Historia
ACOP se funda en febrero de 2008, en Madrid (España) a partir de un foro creado en 2005 de profesionales y académicos dedicados al ámbito de la Comunicación Política llamado INCOPO. En 2008 este foro se constituye en asociación internacional. Una de sus primeras actividades es la celebración del Congreso Fundacional en el Ilustre Colegio Oficial de Médicos de Madrid en el que se configura su primer Consejo Directivo presidido por María José Canel, catedrática en Comunicación Política de la Universidad Complutense de Madrid.
Cada dos años la Asociación organiza un Congreso o Encuentro Internacional que sirve, entre otros aspectos, para celebrar la Asamblea General de Socios donde se elige un nuevo Consejo Directivo.
El último Consejo Directivo de ACOP fue nombrado en junio de 2016 durante la  "Asamblea Extraordinaria de Socios de ACOP" celebrada en el IV Encuentro Internacional de Comunicación Política organizado por ACOP.
A lo largo de todo este tiempo ACOP se ha constituido como una de las asociaciones de referencia tanto en el ámbito académico como en el profesional. Actualmente ACOP se está estructurando en Comités que permiten a los miembros interactuar más directamente y compartir experiencias y trabajos, entre sus socios.
Estos son investigadores y docentes de prolífica obra, y profesionales de la comunicación política que la ejercen desde los partidos políticos, las Administraciones Públicas y la consultoría privada.

## Órgano de gobierno
La Asociación de Comunicación Política (ACOP) es gestionada por un Consejo Directivo formado por:
•	Un/a president/a, un/a secretario, un tesorero y cuatro vocales.
Este órgano es el encargado de representar a la Asociación.
Los miembros que componen el Consejo Directivo desarrollan sus funciones de forma gratuita, sin perjuicio del resarcimiento de gastos que originen su desempeño. Estos son elegidos y revocados por la Asamblea General que se celebra cada dos años. Pueden ser reelegibles, pero no podrán permanecer en el Consejo Directivo más de seis años.
El/la presidente/a lo es por un máximo de tres años, tras los cuales, pasa a ser vocal durante otro mandato. Al finalizar estos tres años, puede ser reelegido como presidente/a. Pero ningún presidente/a puede permanecer en el Consejo Directivo durante un tiempo superior a ocho años consecutivos. El presidente actual es Óscar Álvarez (2022-), los anteriores fueron: Verónica Fumanal (2019-2022), Daniel Ureña (2016-2018), David Redoli Morchón (2014-2016), Karen Sanders -Universidad CEU San Pablo- (2012-2014) y Luis Arroyo Martínez (2010-2012). La presidenta fundadora (2008-2010) fue María José Canel - Universidad Complutense de Madrid.

## Comités
La Asociación cuenta con diferentes Comités y Delegaciones a nivel internacional y nacional como son:
- Consejo Asesor Internacional compuesto por W. Lance Bennet; Michael Delli Carpini; Steven G.  Dong; Wolfgang Donsbach†; Stanley Greenberg; Marta Lagos; Simón Pachano; Holli A Semetko; Heather Simpson y Silvio Waisbord.
- Comité de Asesores y Consultores, coordinado por Ignacio Martín Granados y Pedro Casado (España) compuesto por Rafa Rubio, Mariale Trujillo, Moeh Atitar, Xavier Peytibi, Lorena Arraiz, María Gómez Quintanilla, Luis Marañón, Nacho Corredor, Luis Tejero.[3]
- Comité de Investigación, coordinado por Francisco Seoane (España-2018). Anteriormente coordinado por Rocío Zamora en Madrid (España)  y compuesto por Miguel Ángel Simón, Eva Campos, Jordi Rodríguez Virgili, Paloma Piqueras, José Luis Dader, Toni Aira, Manuel Martínez Nicolás, Carlos Arcila, Silvia Majó, Lidia Valera Ordaz, Verónica Crespo y Adriana Amado.[4]
- ACOP México, coordinado por Guillermo Velasco en México DF (México).
- ACOP Andalucía, coordinado por Juan Carlos Calderón en Málaga (España).
- ACOP Aragón, coordinado por Verónica Crespo en Calatayud (España).
- ACOP Castilla y León, en proceso de renovación.
- ACOP Catalunya, en proceso de renovación.
- ACOP Euskadi, en proceso de renovación.
- ACOP Galicia, en proceso de renovación.
- ACOP Valencia, coordinado por Alex Comes.
- ACOP Extremadura, coordinado por Javier Álvarez Amaro.

En los últimos meses se están iniciando gestiones para conformar otras delegaciones y divisiones internacionales como es el caso de Galicia o Bélgica y Colombia.

## Congresos y Encuentros
ACOP organiza y promueve numerosas actividades que se enmarcan en distintos formatos y en diferentes ciudades:
- Seminarios o workshops, con una periodicidad mensual y con un dinámica muy participativa. La temática de estos seminarios se centra en aspectos concretos como es la oratoria, los debates, las nuevas tecnologías, gestión de comunicación de crisis, storytelling, entre otros.
- Congresos anuales (Barcelona 2009, Salamanca 2011,[5] Madrid 2013[6]), Bilbao 2014,[7] Madrid 2015,[8] Bilbao 2016,[9] Madrid 2017,[10] Bilbao 2018,[11] Madrid 2019[12]
- Encuentros Internacionales (con una periodicidad bianual: Madrid 2008, Bilbao 2010,[13] 2012,[14] 2014, 2016 y 2018.[15] En el 2021, la asociación planea organizar el VI Congreso Internacional de Comunicación Política, en septiembre de 2021 en León, España.[16]

De todos los eventos el Encuentro Internacional de Comunicación Política de Bilbao es el que más interés, participación y medios de comunicación reúne. En su segunda edición, junio de 2012, esta ciudad reunió la presencia de más de 20 ponentes internacionales académicos y profesionales, casi 300 asistentes y cobertura en los principales medios nacionales. Durante 3 días los más prestigiosos expertos en comunicación política exponen sus trabajos. Además, el tercer día, acoge la Asamblea General de Socios.
Ese año 2012, además, como novedad se incluyó en el tercer día, una sesión de talleres prácticos moderados y dirigidos por expertos cualificados (oratoria, media-training, debate, nuevas tecnologías, crisis, etc.) y en paralelo, un panel donde se presentaron diferentes investigaciones científicas.
En 2014 se celebra el III Encuentro Internacional de Comunicación Política en Bilbao. El 17, 18 y 19 de julio será la fecha de este evento.

## Publicaciones
La Asociación de Comunicación Política pública diferentes textos y materiales:
 Libros 
- Estudios de Comunicación Política.[19] De manera bienual ACOP publica un libro con las últimas investigaciones básicas y aplicadas sobre la comunicación política. En sus dos primeros números se recogieron resultados de investigaciones de sucesos recientes (elecciones, atentados terroristas, escándalos políticos, cumbres internacionales, actividad parlamentaria, programas de humor, casos de crisis, etc.) sobre campañas electorales, comunicación de gobiernos, cobertura de la política en los medios y efectos de la comunicación política en los ciudadanos. Estudios de Comunicación Política está editado por Tecnos, una de las editoriales más prestigiosas y reconocidas del ámbito académico.

 Revistas 
- El Molinillo de ACOP, es desde 2008 la publicación que mensualmente reciben sus socios. En ella se recogen artículos y análisis en torno a la comunicación política de expertos. Además, la revista[20] contiene una entrevista sobre algún tema de actualidad. En los últimos años se han ido incorporando firmas y otras secciones como son la tabla de popularidad de los principales dirigentes internacionales o las reseñas más actuales en comunicación política. La revista está abierta a todo tipo de contenidos siempre que sean relevantes y enmarcados dentro de la comunicación llegando en la actualidad a más de 3000 personas de todo el mundo.  Cuenta con un Comité Redactor encabezado por un director, Ignacio Martín Granados, y subdirectora, Gabriela Ortega, así como por una serie de redactores. En mayo de 2016 cumplirá 9 años desde su fundación. En 2014 y 2015 fue elegida "Publicación Política del Año" en la Gala de los Victory Awards  -el más prestigioso premio de consultoría política otorgado en los EE.UU y organizado por Marketing Político en la Red- entregados en Washington DC.[21] En 2020, fue nominada nuevamente en la misma categoría de Mejor Publicación Política del Año.[22]

 Compilación de artículos
- Desde 2012 se edita el Listado ACOP de artículos. No es una selección sino una recopilación de los títulos de artículos de las revistas especializadas y con mayor impacto. Esta recopilación[23] se realiza de manera cuatrimestral y se envía a los socios.

 Newsletter
- Desde 2013 ACOP diseña un Newsletter con el que poder enviar de manera frecuente a sus socios/as las novedades tanto de la asociación, como de otros foros de interés nacionales e internacionales, con las actividades y convocatorias más destacadas en el campo de la comunicación política.